# Charles Sanford Skilton
Charles Sanford Skilton (Northampton (Massachusetts), 16 augustus 1868 – Lawrence (Kansas), 12 maart 1941) was een Amerikaans componist, muziekpedagoog, dirigent en organist.

## Levensloop
Skilton studeerde aan de Yale-universiteit in New Haven (Connecticut) en behaalde zijn Bachelor of Arts in 1889. Van 1889 tot 1891 was hij leraar voor talen aan de Siglar's Preparatory School in Newburgh (New York). Tijdens deze periode studeerde hij compositie bij Dudley Buch en orgel bij Harry Rowe Shelley Van 1891 tot 1893 studeerde hij aan de Hochschule für Musik in Berlijn, onder ander bij Benno Haertel, Woldemar Bargiel en Otis Bois.
Aansluitend werd hij directeur van de muziekafdeling aan de Women's Academy, nu: Salem Academy and College, in Winston-Salem (North Carolina), waar hij tot 1896 bleef. In 1897 werd hij docent voor piano en muziektheorie aan de State Normal School in Trenton (New Jersey). In 1903 werd hij professor voor orgel, muziektheorie en muziekgeschiedenis aan de Universiteit van Kansas in Lawrence (Kansas). Van 1903 tot 1915 was hij decaan van de School of Fine Arts aan deze universiteit.
Tijdens een project aan het Haskell Institute in de buurtschap van de Universiteit van Kansas kwam hij met oorspronkelijke muziek van de Amerikaanse Indianen in contact. Verschillende oorspronkelijke Indiaanse melodieën verwerkte hij in zijn composities. Zijn opera Kalopin, gebaseerd op een Indiaans verhaal, werd met de David Bispham Medal van de American Opera Association in Chicago onderscheiden.

## Composities

### Werken voor orkest
- 1920 Suite Primeval on Tribal Indian Melodies
  1. Deer Dance
  2. War Dance (Cheyenne)
- 1928 Suite voor klein orkest
- 1929 Shawnee Indian Hunting Dance
- A Carolina Legend, symfonisch gedicht
- East and West, suite voor orkest
- Herfstnacht
- Kikapoo Social Dance
- Sioux Flute Serenade

### Werken voor harmonieorkest
- 1919 Two Indian Dances

### Cantates, oratoria en gewijde muziek
- 1894 The Guardian Angel, oratorium
- 1895 Lenore, cantate voor bariton, vocaalkwartet, gemengd koor en orkest
- 1918 The Witch's Daughter, cantate

### Muziektheater

#### Opera's
| Voltooid in | titel                               | aktes  | première                    | libretto                               |
| ----------- | ----------------------------------- | ------ | --------------------------- | -------------------------------------- |
| 1927        | Kalopin                             |        | niet uitgevoerd             | Virginia Armistead Nelson              |
| 1928        | The Sun Bride A Pueblo Indian Opera | 1 akte | 17 april 1930 NBC, New York | Lilian White Spencer (1876-1953)       |
| 1936        | The Day of Gayomair                 |        | niet uitgevoerd             | Friedrich Gerstraecker «Germelshausen» |

#### Toneelmuziek
- Elektra, toneelmuziek - tekst: Sophocles

### Vocale muziek
- 1894 Bridal Ballad, voor sopraan en piano - tekst: Edgar Allan Poe (1809-1849)
- 1894 Eldorado, voor sopraan en piano - tekst: Edgar Allan Poe

### Kamermuziek
- 1897 Sonata, voor viool en piano

### Werken voor orgel
- American Indian Fantasy (opgedragen aan: Pietro Yon)

### Werken voor piano
- 1929 Shawnee Indian Hunting Dance